# Roppenheim
Roppenheim ist eine französische Gemeinde und liegt in der Rheinebene im Département Bas-Rhin in der Europäischen Gebietskörperschaft Elsass und in der Region Grand Est. Sie hat 1030 Einwohner (Stand 1. Januar 2021).

## Geschichte und Bevölkerungsentwicklung
Der Ortsname existiert seit 1207.
Wie alle Heim-Orte ist wohl auch Roppenheim in der Zeit der fränkischen Landnahme besiedelt worden. Doch ist frühmittelalterlicher Klosterbesitz wie in den Nachbarorten hier bisher noch nicht entdeckt worden. Selbst das in vielen Schriften verbreitete Jahr 1207 als das der Ersterwähnung ist nicht gesichert. König Phillip von Schwaben hielt sich 1206 im nahen Hagenau und 1208 in Straßburg auf, wo er zwei Urkunden für das Hagenauer Hospital ausstellte, dem Roppenheim sicher gehörte (siehe u. a. in RI V 176). 1359 soll das Dorf an die Herren von Fleckenstein gekommen sein (siehe u. a. in paysrhenan.fr). Erhalten sind auch zwei Urkunden Kaiser Karls IV. von 1372, in denen er Korngeld und Reichsleute in Roppenheim verlieh (siehe u. a. in RIplus und in RI VIII). Von 1871 bis 1918 gehörte der Ort zum Deutschen Kaiserreich.
| 1910 | 1962 | 1968 | 1975 | 1982 | 1990 | 1999 | 2005 | 2016 |
| ---- | ---- | ---- | ---- | ---- | ---- | ---- | ---- | ---- |
| 677  | 687  | 719  | 721  | 690  | 808  | 942  | 956  | 980  |

## Verkehr

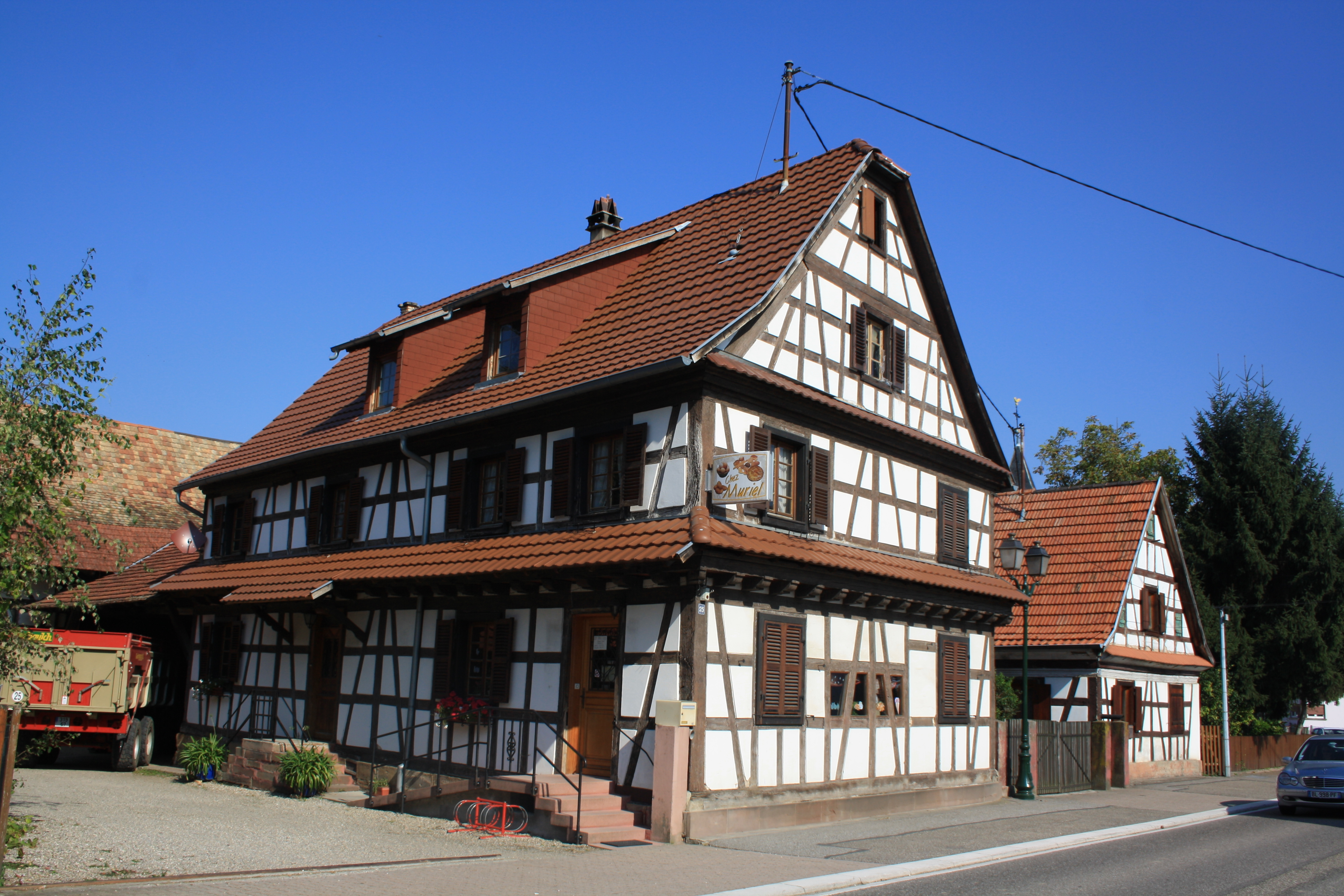
Fachwerkhaus in Roppenheim

Der Ort hat Anschluss an die mautfreie Autoroute A 35 (Autoroute des Cigognes) und an die Bahnstrecke Wörth–Strasbourg.
Die Durchgangsstraße des Ortes ist die D 468. Nördlich des Orts verläuft die Departementsstraße D 4, die den Ort im Nordwesten mit der Autoroute A 35, im Südosten mit dem Grenzübergang Staustufe Iffezheim verbindet. In Deutschland wird sie als Bundesstraße 500 fortgeführt.

## Wirtschaft

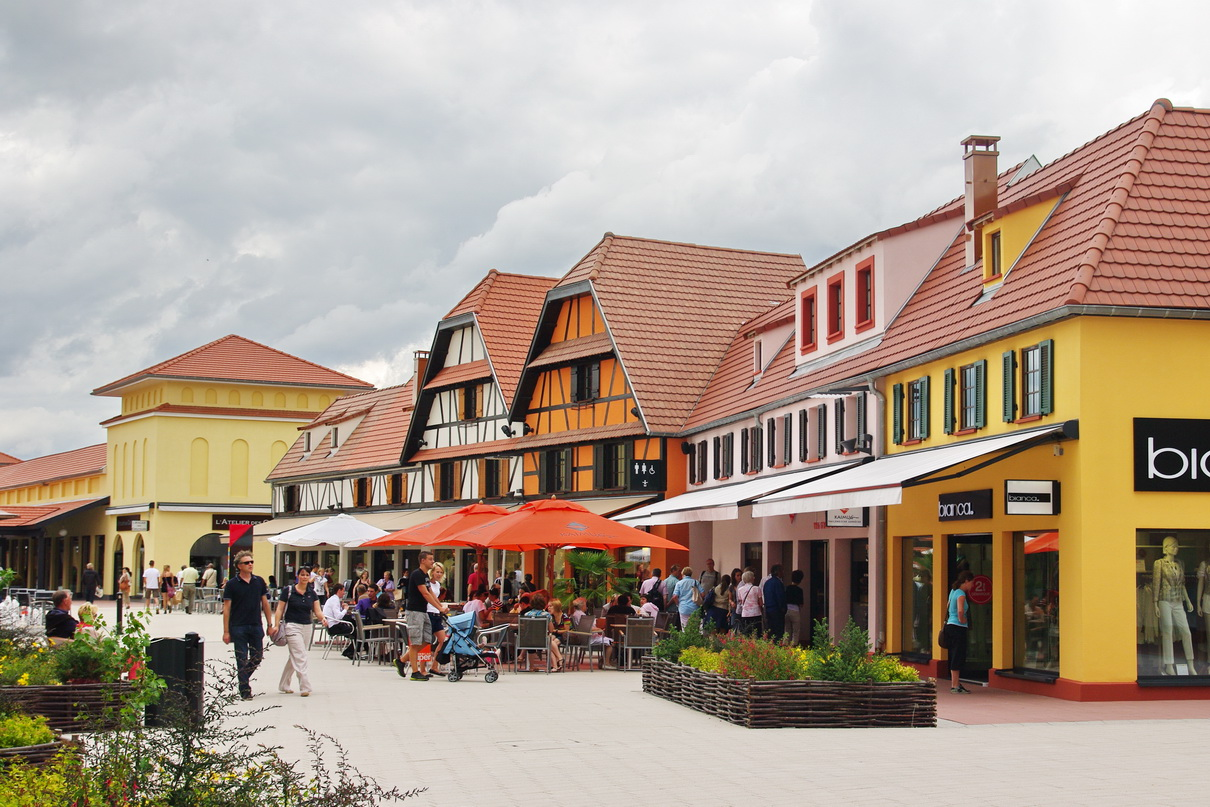
Outlet-Center

An der Departementsstraße D 4 liegt das Outlet-Center „Roppenheim The Style Outlets“, dessen Gebäude, in denen mehr als 100 Ladengeschäfte eingerichtet sind, optisch einem traditionellen elsässischen Fachwerkdorf nachempfunden sind. Die Anlage wurde nach dem Vorbild der Stadt Obernai erbaut. Um stilecht elsässisch zu bleiben, wurden aus Steinbrüchen der Vogesen mehr als 300.000 Pflastersteine in den Boden eingefügt. Das bereits seit 2001 von dem britischen Immobilienentwickler Freeport konzipierte Fabrikverkaufszentrum mit über 27.000 Quadratmetern Verkaufsfläche wurde schließlich ab 2010 von der spanischen Betreibergesellschaft Neinver und dem niederländischen Investor MAB Development gebaut und am 25. April 2012 eröffnet. Das Einzelhandelszentrum bietet Arbeitsplätze für etwa 700 Beschäftigte beiderseits der Grenze. Auf beiden Seiten des Rheins liegt das Einzugsgebiet der Gemeinde. Aus den Grenzregionen Elsass, Baden-Württemberg, Rheinland-Pfalz mit den Städten Straßburg, Karlsruhe und Baden-Baden und einem Potenzial von 8,4 Millionen Menschen rechnen die Betreiber mit zwei Millionen Besuchern im Jahr, von denen zwei Drittel aus Deutschland kommen und 80 Prozent des Umsatzes machen sollen. Widerstände gegen die Planung gab es entlang des Oberrheins sowohl auf deutscher als auch französischer Seite von fast allen Städten und Handelsverbänden. Einem Standort am Baden-Airport hatte im Jahr 2002 das Regierungspräsidium Karlsruhe eine klare Absage erteilt. Auch im Elsass war das Projekt abgelehnt worden; schließlich genehmigte das Oberste Verwaltungsgericht in Paris die Ansiedlung. In der langen Planungszeit konnte sich der innerstädtische Einzelhandel am Mittleren Oberrhein auf den Wettbewerb einstellen.

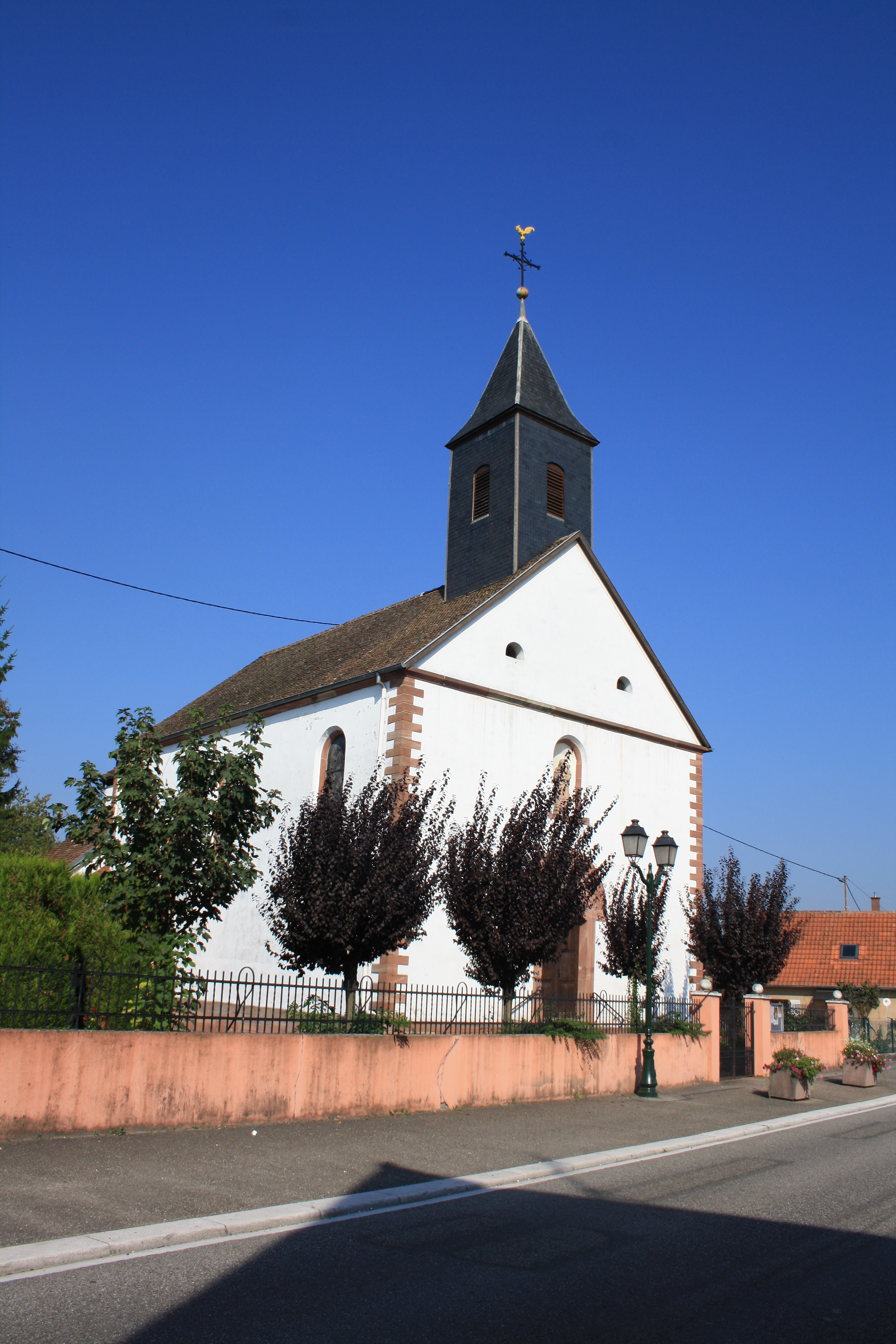
Katholische Kirche St. Joseph
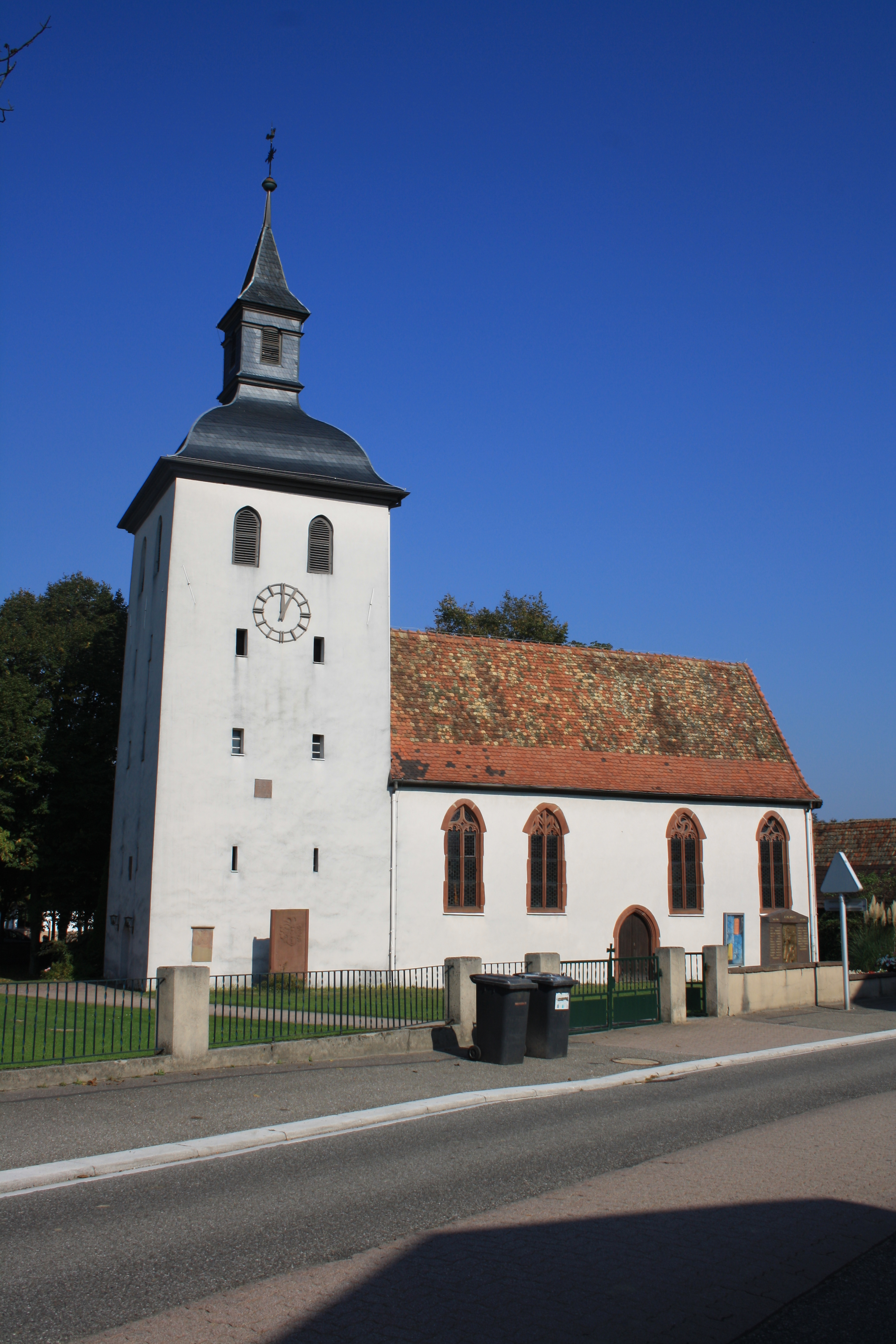
Protestantische Kirche St. Michael